# سيلفستر ك. سميث
سيلفستر ك. سميث (بالإنجليزية: Sylvester C. Smith)‏ هو محامي وسياسي أمريكي، ولد في 26 أغسطس 1858 في ماونت بليسانت في الولايات المتحدة، وتوفي في 26 يناير 1913 في لوس أنجلوس في الولايات المتحدة. حزبياً، نشط في الحزب الجمهوري. وقد انتخب عضو مجلس ولاية كاليفورنيا وانتخب عضو مجلس النواب الأمريكي.